# Albuca robertsoniana
Albuca robertsoniana là một loài thực vật có hoa trong họ Măng tây. Loài này được U.Müll.-Doblies mô tả khoa học đầu tiên năm 1995.